# Lista över Greklands utvecklingsministrar
Greklands utvecklingsminister var en ministerpost som fanns i Greklands regering mellan 1996 och 2009.
Befattningen uppstod år 1996 när industri, energi- och teknikministeriet, handelsministeriet och turismministeriet slogs samman i samband med att Konstantinos Simitis ombildade regeringen. År 2009 fördes ansvaret för dessa frågor över till Greklands ekonomiminister.
| Namn                  | Från              | Till              | Parti        | Regering                 |
| --------------------- | ----------------- | ----------------- | ------------ | ------------------------ |
| Vasso Papandreou      | 21 februari 1996  | 19 februari 1999  | PASOK        | Regeringen Simitis II    |
| Evangelos Venizelos   | 19 februari 1999  | 13 april 2000     | PASOK        | Regeringen Simitis II    |
| Nikos Christodoulakis | 13 april 2000     | 24 oktober 2001   | PASOK        | Regeringen Simitis III   |
| Akis Tsohatzopoulos   | 24 oktober 2001   | 10 mars 2004      | PASOK        | Regeringen Simitis III   |
| Dimitris Sioufas      | 10 mars 2004      | 19 september 2007 | Ny demokrati | Regeringen Karamanlis I  |
| Christos Folias       | 19 september 2007 | 8 januari 2009    | Ny demokrati | Regeringen Karamanlis II |
| Kostis Hatzidakis     | 8 januari 2009    | 7 oktober 2009    | Ny demokrati | Regeringen Karamanlis II |